# Plastic Beach
Plastic Beach – trzeci album studyjny wirtualnego zespołu Gorillaz, wydany 3 marca 2010 roku przez Parlophone oraz Virgin Records. W Polsce dystrybutorem albumu jest wytwórnia EMI Music Poland. Płyta powstała z niedokończonego projektu Gorillaz o nazwie Carousel. Nagrania do albumu trwały od czerwca 2008 roku do listopada 2009 roku, a ich produkcją zajmował się w głównej mierze współtwórca grupy Damon Albarn. Wśród gości specjalnych, którzy pojawili się na płycie znajdują się między innymi: Snoop Dogg, Gruff Rhys, Bobby Womack, Mos Def, Lou Reed, Mick Jones oraz Hypnotic Brass Ensemble. W tekstach utworów z Plastic Beach poruszana jest głównie problematyka związana z konsumpcjonizmem oraz ekologią.

## Okładka
Okładka albumu przedstawia nową siedzibę Gorillaz. Jest to tajemnicza, dryfująca wyspa na środku Południowego Pacyfiku. To nowe centrum dowodzenia nosi właśnie nazwę Plastic Beach i jest zbieraniną śmieci, resztek i odpadów pozostawionych przez człowieka. Plastic Beach leży w punkcie najbardziej oddalonym od jakiegokolwiek lądu na świecie, w najbardziej odludnym miejscu na Ziemi.

## Lista utworów
1. „Orchestral Intro” (gościnnie symfonia ViVA) – 1:09
2. „Welcome to the World of the Plastic Beach” (gościnnie Snoop Dogg oraz Hypnotic Brass Ensemble) – 3:35
3. „White Flag” (gościnnie Bashy, Kano, oraz The Lebanese National Orchestra for Oriental Arabic Music) – 3:43
4. „Rhinestone Eyes” – 3:20
5. „Stylo” (gościnnie Bobby Womack oraz Mos Def) – 4:30
6. „Superfast Jellyfish” (gościnnie Gruff Rhys oraz De La Soul) – 2:54
7. „Empire Ants” (gościnnie Little Dragon) – 4:43
8. „Glitter Freeze” (gościnnie Mark E. Smith) – 4:03
9. „Some Kind of Nature” (gościnnie Lou Reed) – 2:59
10. „On Melancholy Hill” – 3:53
11. „Broken” – 3:17
12. „Sweepstakes” (gościnnie Mos Def oraz Hypnotic Brass Ensemble) – 5:20
13. „Plastic Beach” (gościnnie Mick Jones oraz Paul Simonon) – 3:47
14. „To Binge” (gościnnie Little Dragon) – 3:55
15. „Cloud of Unknowing” (gościnnie Bobby Womack oraz symfonia ViVA) – 3:06
16. „Pirate Jet” – 2:32
17. „Pirate's Progress” (bonus w edycji japońskiej oraz iTunes Deluxe Edition) – 4:03
18. „Three Hearts, Seven Seas, Twelve Moons” (bonus w iTunes Deluxe Edition) – 2:15

## Single
- „Stylo” – pierwszy singel; wydany cyfrowo 26 stycznia 2010 roku
- „On Melancholy Hill” – drugi singiel, który zastąpił planowany wcześniej „Superfast Jellyfish”; wydany cyfrowo 15 czerwca 2010 roku
- „Rhinestone Eyes” – trzeci singel z albumu, który zostanie wydany w 2010 roku[7]
- „Doncamatic (All Played Out)” – nowy singiel, którego nie ma w wersji studyjnej albumu; planowana data premiery 22 listopada 2010 roku[8]

## Pozycje na listach
| Lista                 | Kraj              | Najwyższa pozycja |
| --------------------- | ----------------- | ----------------- |
| ARIA Charts           | Australia         | 1                 |
| Austrian Albums Chart | Austria           | 1                 |
| Ultratop 50           | Belgia            | 1                 |
| Danish Albums Chart   | Dania             | 1                 |
| Billboard 200         | Stany Zjednoczone | 2                 |
| UK Albums Chart       | Wielka Brytania   | 2                 |
| OLiS                  | Polska            | 7                 |